# Рынок Байуорд

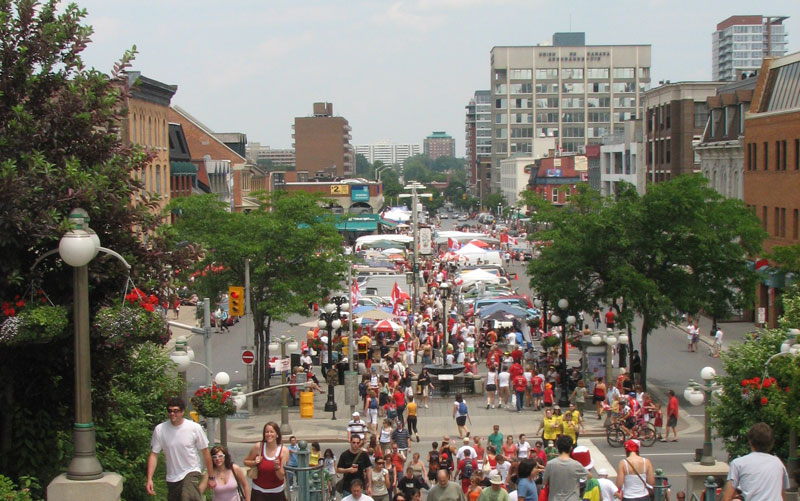
Йорк-стрит — центральная улица рынка

Рынок Байуорд, Байуордский рынок или Байуорд-Маркет, англ. ByWard Market/By Ward Market, во франкоязычной среде известен как Рынок Бая, фр. Marché By — место г. Оттава. Назван в честь подполковника Джона Бая, основателя Оттавы. Представляет собой комплекс магазинов, кафе, ресторанов и торговых площадок, где также часто выступают уличные исполнители. Рынок — одна из популярных туристских достопримечательностей города.
Расположен в юго-западной части городского района Лоуэртаун, непосредственно к востоку от отеля Шато-Лорье, здания Налогового агентства и посольства США. Ограничен на западе улицей Сассекс-драйв, на юге — Ридо-стрит, на востоке — Камберленд-стрит, на севере — Кларенс-стрит (некоторые здания доходят до Каткарт-стрит).
В 1839 г. рынок стал местом столкновений, известных как понедельник булыжников.
Исторически территория рынка была средоточием местных франкофонной и ирландской общин, однако в настоящее время в районе проживают немало англофонов. Кроме того, в период 1920—1940-х гг. на территории рынка было много лавок оттавских евреев (в связи с чем они предпочитали селиться в прилегающем районе Лоуэртаун).
В связи с популярностью района здесь выросло несколько высотных домов-кондоминиумов, что контрастирует с одно-двухэтажной застройкой прочих территорий Лоуэртауна.

## Галерея изображений

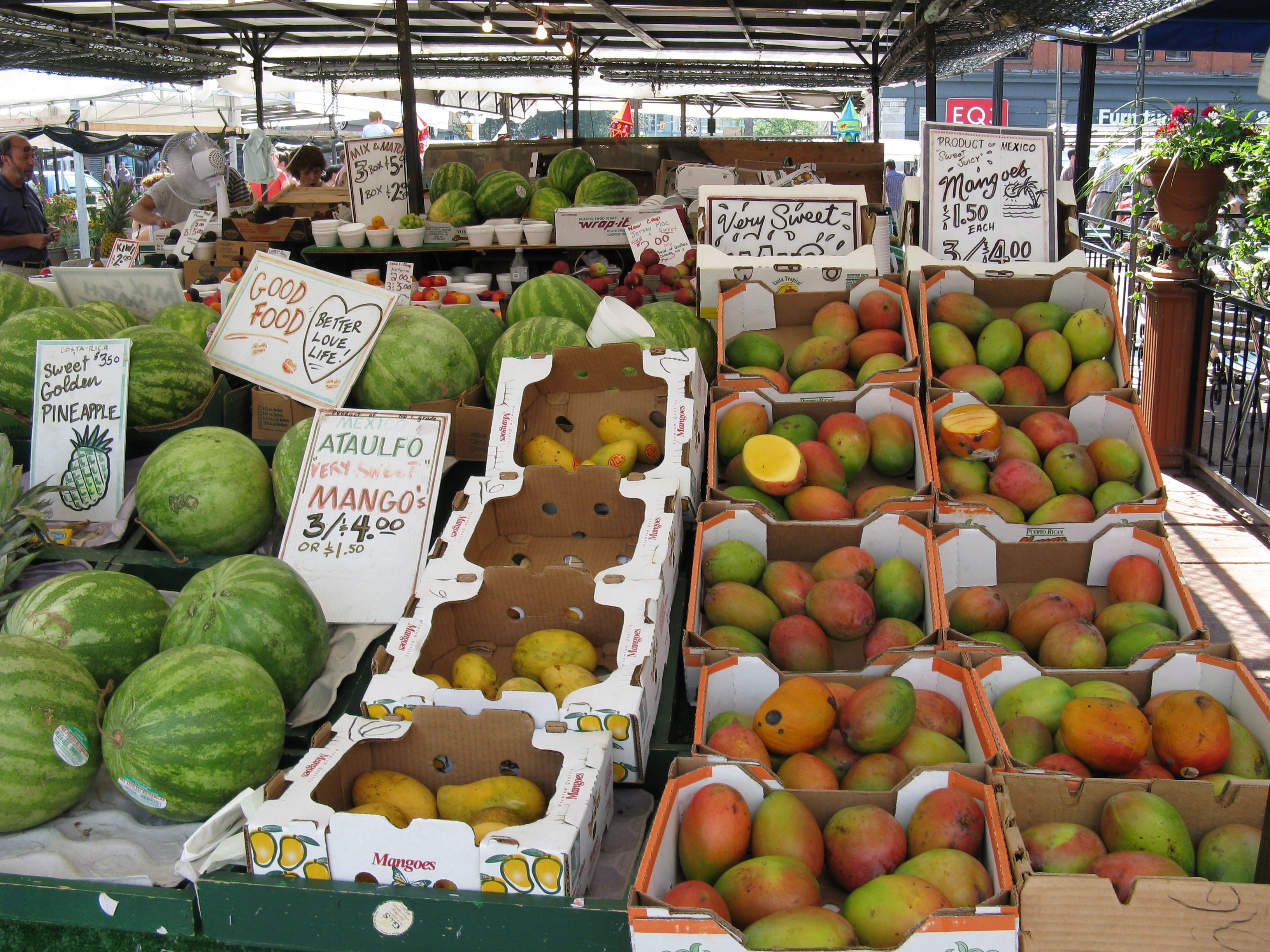
Торговля свежими овощами
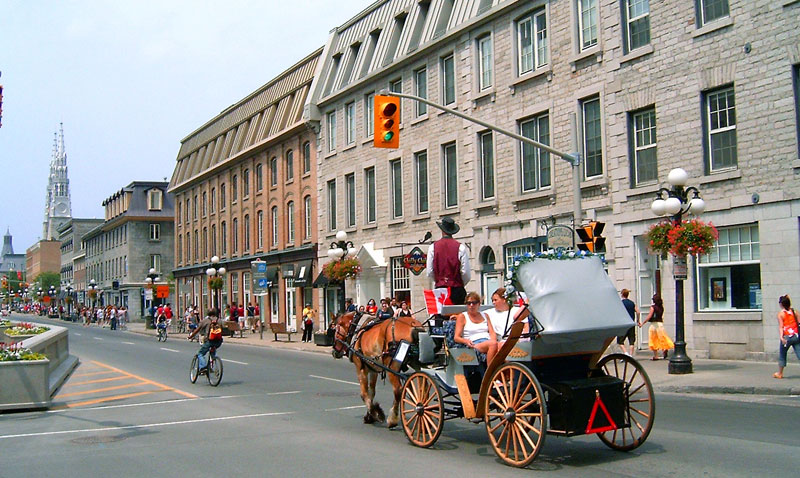
Сассекс-драйв со стороны рынка
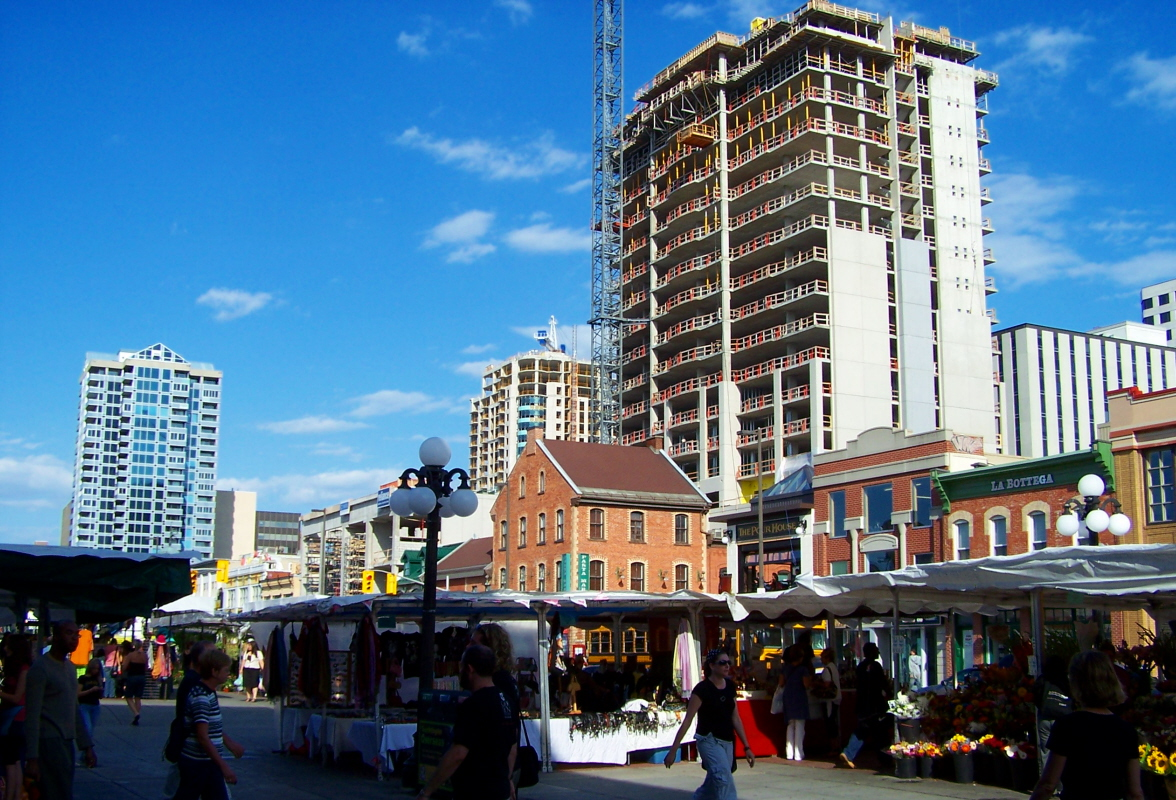
В районе рынка наблюдается бум строительства высотных кондоминиумов
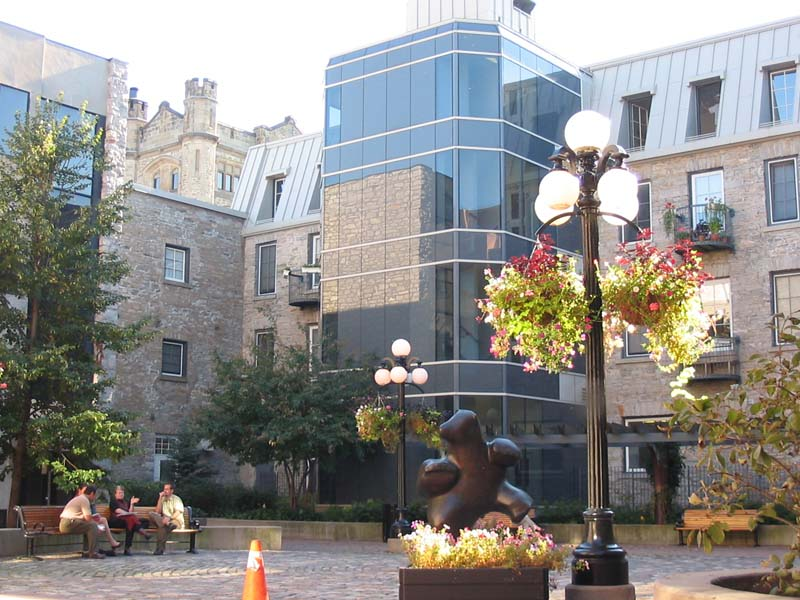
Двор Жанны д’Арк — ресторанный дворик на углу Джордж-стрит и Сассекс-драйв